# Chaetopteroplia cuprina
Chaetopteroplia cuprina är en skalbaggsart som beskrevs av Machatschke 1961. Chaetopteroplia cuprina ingår i släktet Chaetopteroplia och familjen Rutelidae. Inga underarter finns listade i Catalogue of Life.